# Iglesia de Santo Domingo de Guzmán (Campaspero)
La iglesia de Santo Domingo de Guzmán es una iglesia católica de la localidad de Campaspero, en la provincia de Valladolid, comunidad autónoma de Castilla y León, España. 

## Descripción
Se trata de un templo de una sola nave muy alargada, con seis tramos, que se cubre con bóveda de cañón con lunetos. En el crucero hay una pequeña cúpula y los brazos laterales del mismo se abren con bóveda de cañón con lunetos. El arco triunfal es de medio punto. A los pies de la nave se dispone un coro alto. La sacristía se abre al lado del Evangelio. El pórtico es de arco mixtilíneo.

## Construcción

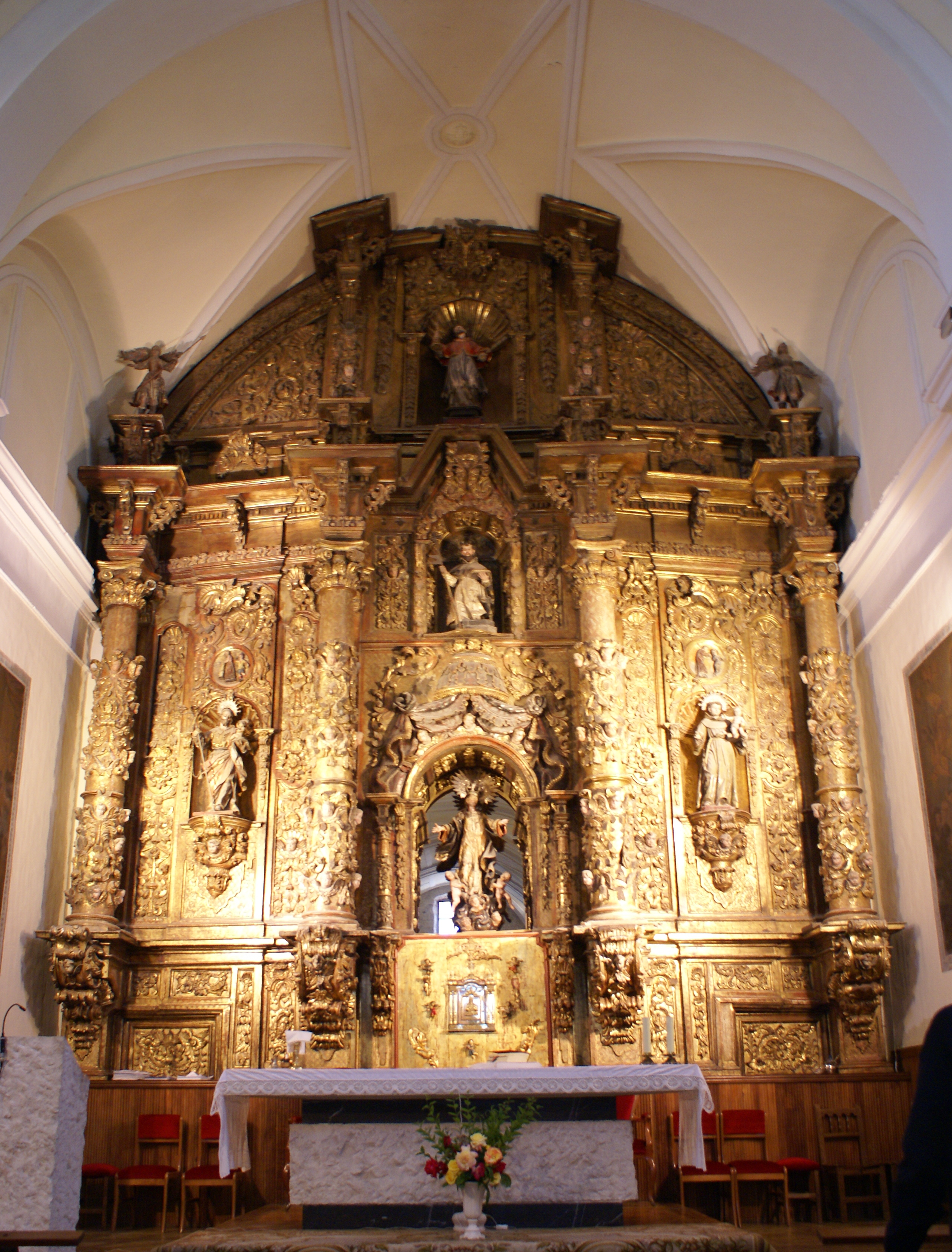
Retablo mayor de la iglesia de Santo Domingo.

La construcción de la nueva iglesia de Santo Domingo fue promovida por el sacerdote Francisco Julián de las Monjas, originario de Paradinas (Segovia), que ocupó la parroquia campasperana durante 50 años. A su llegada al curato, se encontró con varias inquietudes por parte de los habitantes de la localidad. La más importante de ellas, la de construir una ermita a San Ramón Nonato. El cura decidió aplazar este proyecto, pese al beneplácito del obispo de Segovia al respecto. En su lugar, prefirió reformar las paneras, levantando el suelo de las mismas, con vistas a almacenar una cantidad superior de grano. Consiguió, asimismo, aumentar el número de ingresos de la parroquia, en parte gracias a una serie de multas que imponía a aquellos que infringían alguna norma de conducta cristiana, y reducir el gasto. Las paneras registraron en sus almacenes cantidades muy importantes para la población de Campaspero, siendo solo superadas por las de Cogeces del Monte, que en aquel entonces, triplicaba en población a Campaspero. En gran parte, el aumento de estas contribuciones se debió también al aumento de la población de la localidad.
Fue ya en 1756 cuando de las Monjas declaró abiertamente ante el obispo de la diócesis su intención de construir una nueva iglesia. Obtuvo todos los permisos necesarios y contaba ya con la cantidad de dinero necesaria. La nueva iglesia se ubicaría en las afueras del pueblo, al suroeste del mismo y en una pequeña elevación del terreno.
Así pues, las obras comenzaron a finales de 1757, liquidándose grandes cantidades de grano para obtener sumas de dinero de manera inmediata. En los años de 1758 y 1759 se llevó a cabo la mayor parte de la construcción del nuevo templo. La piedra, en su totalidad, procedía de las canteras locales. Cabe destacar que para la construcción de la nueva iglesia, Campaspero no precisó de ningún tipo de ayuda económica por parte de la diócesis, cosa que denota la categoría que había adquirido el pueblo. Así pues, la nueva iglesia se inauguró a mediados de 1760, probablemente el 8 de agosto, festividad de Santo Domingo. Automáticamente, la vieja iglesia fue abandonada, conservándose únicamente el crucero que se sitúa actualmente frente a la parroquia, y que data del año 1560.
Antes de finalizar el siglo se realizaron los últimos remates, principalmente en la torre y en el pórtico. También se hicieron algunas reparaciones menores.
Inmediatamente se inició el proceso de ornamentación del interior del templo, primeramente por los objetos más elementales, y tras varios años sin gastos en las cuentas parroquiales, en 1765 se encarga el nuevo retablo mayor de la parroquia. El encargado de su realización fue Antonio Bentosa, de Sepúlveda. Pedro Baamonde, escultor peñafielense, realizó la imagen de Nuestra Señora de la Asunción, y probablemente también realizara la nueva efigie de Santo Domingo, esculpida en 1769. Se añadieron también las esculturas de Santo Tomás de Aquino y San Vicente Ferrer dentro del retablo. Para terminar los hechos de su curato, de las Monjas adquirió una nueva cruz parroquial para la iglesia y reformó las paneras.

## Actualidad
La iglesia no necesitó reformas profundas hasta comienzos del siglo XXI, cuando se restauró en su totalidad. También se restauraron los retablos del interior de la iglesia. En 2009, se instalaron las nuevas vidrieras, realizadas por vecinas del pueblo.